# Gare de l'Est (metrostation)
Gare de l'Est – Verdun er en station på metrolinjerne 4, 5 og 7 i metronettet i Paris, beliggende i 10. arrondissement. Stationen er forbundet med jernbanestationen Gare de l'Est. Hver metrolinje har sin egen dato for, hvornår «dens» station blev åbnet; linje 4 21. april 1908, linje 5 15. november 1907 og linje 7 5. november 1910.
Navnet Verdun henviser til avenue de Verdun, som fik sit navn til minde om slaget ved Verdun. De franske soldater, som deltog, blev afsendt fra jernbanestationen.
I 2011 var stationen på femtepladsen blandt metronettets mest trafikerede med 19,7 millioner passagerer det år.
Linjerne 5 og 7 har totalt tre perroner og fire spor, desuden to sideperroner og en central perron til linje 5 (retning Bobigny - Pablo Picasso) og 7 (retning La Courneuve - 8 Mai 1945) mellem det andet og tredje spor.
Stationen for linje 4 har et specielt design. Denne linje ligger lavere end de to andre, og hvælvingen over perronerne har fået et fladt «loft», hvor linjerne 5 og 7 passerer over den. Det flade «loft» forårsages af denne krydsning, som nærmest kan sammenlignes med en bro over linje 4.

## Adgang til metroen
Stationen har i alt fire indgange: Fra boulevard de Strasbourg 78, boul. de Strasbourg 93, Rue du Faubourg Saint-Martin × rue du 8 Mai 1945, rue du 8 Mai 1945 5 og Gare de l'Est.

## Renovering
Stationen blev renoveret i «Motte-stil» i 1977 med felter af ren orange farve i facaderne. Den er en af tre stationer af denne type.
Under regeringsprogrammet «stationer i bevægelse» og «Fornyelse af metroen» («Gares en mouvement» og «Renouveau du Métro») blev den grundigt renoveret i tiden fra september 2006 til juni 2007. Dette blev gjort for at gøre stationen venligere og mere moderne for højhastighedsjernbanelinjen TGV Est.
De gamle farver på perronerne for linje 5 og 7 var orange fliser og blå maling, og disse blev udskiftet med traditionelle hvide fliser som symbol på «Fornyelse af metroen». Under renovationen blev desuden belysning og perronens møbler udskiftet. Endelig blev skrifttypen «Motte» erstattet af «Parisine», og stationen fik skilte efter moderne normer. På perronen for linje 4 fandt kun mindre ændringer sted. Gulvfliserne blev skiftet ud langs kanterne, og taghvælvingen blev malet for at dække over spor efter slitage og lækage og for at forsegle den, så flere skader blev forhindret.

## Trafikforbindelser
- RATP
- N01